# دانيال ستانا
دانيال ستانا (بالرومانية: Daniel Stana)‏ هو لاعب كرة قدم روماني في مركز الوسط، ولد في 2 ديسمبر 1982 في Balș ‏ في رومانيا. لعب مع سي إس باندوري تارغو جيو وسي إف آر كلوج ونادي بترولول بلويشتي ونادي بياترا نيامتس.

## وصلات خارجية
- دانيال ستانا على موقع Soccerway.com (الإنجليزية)